# Igreja Matriz de São Miguel e Almas

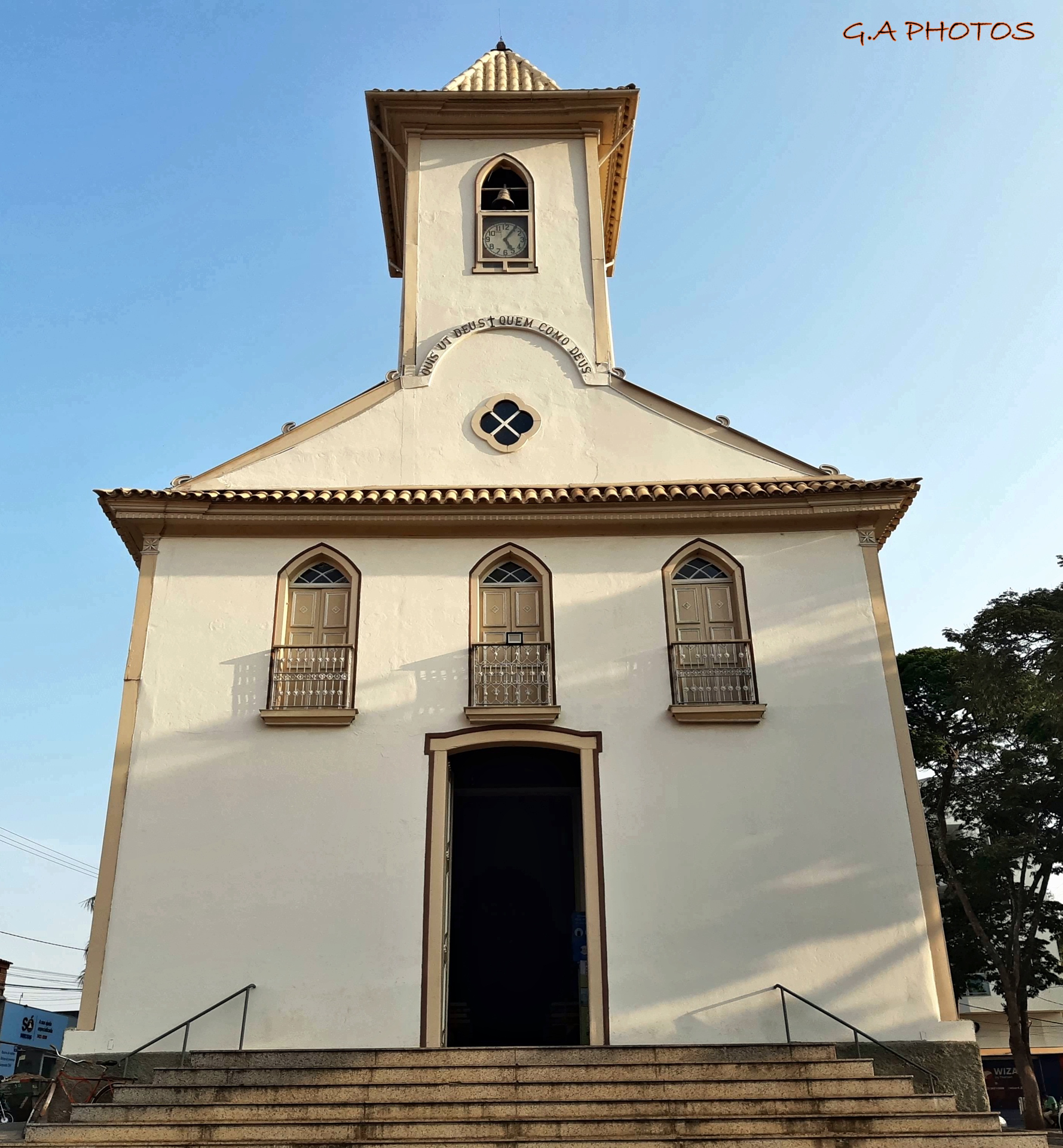
Igreja de São Miguel e Almas em 2022.

A Igreja Matriz de São Miguel e Almas está entre as igrejas mais antigas de Minas Gerais, localizada na cidade de Guanhães, Minas Gerais. Um marco da cidade, a igreja está situada no coração do município.

## História
A matriz já passou por inúmeras reformas, a mais recente em 2019/2020, mas sempre manteve, em todas elas, sua identidade original e seus traços do barroco. Segundo relatos antigos, a mudança mais radical que já foi feita na obra foi a retirada de uma das torres que já existiram na obra em meados da virada do século XIX para o século XX, boatos de guanhanenses antigos como o de Antônio Amorim, que ouviram de moradores do município de séculos passados.
A matriz está localizada na Praça JK, no Centro da cidade. Ela foi tombada como patrimônio histórico pela Lei 1.914, de 22/12/2000.